# Sunshine (chanson de Superbus)
Pour les articles homonymes, voir Sunshine.
Singles de Superbus
Monday to Sunday Radio Song
Pistes de Pop'n'Gum
Des Hauts, Des Bas C'est Pas Comme Ca
Sunshine est une chanson du groupe de rock français Superbus qui figure sur leur deuxième album studio Pop'n'Gum. Le morceau a été diffusé en radio dès mai 2004 et a seulement été édité en single promotionnel 1 titre ainsi que ce même single collé dans un grand plan média.
Dans le clip vidéo réalisé par Yannis Mangematin, on voit le groupe jouer dans une espèce de salle rose lors des couplets, puis lors du refrain on peut les voir surfer ou faire de la moto, etc.